# Piero Bernocchi
Piero Bernocchi (13 de septiembre de 1947, Foligno, Italia) es un profesor, sindicalista y político italiano.

## Biografía
Ha participado como protagonista en varios movimientos sociales italianos durante los años 60 y 70, a partir del movimiento del 68 en la Universidad de Roma (Facultad de Ingeniería), en la coordinación de las facultades de ciencias y en la comisión del trabajo obrero.
Tras haber sido uno de los principales exponentes del movimiento del 77 ha sido también director de Radio Città Futura, la primera radio libre italiana, entre los años 1979 y 1985.
Es un representante del sindicalismo de base y alternativo en Italia y sus actividades van más allá de la actividad sindical ya que su organización – COBAS (los COBAS son en Italia sindicatos de base organizados a nivel local) - representa una inédita experiencia de asociación que lleva a cabo actividades sindicales, políticas, sociales y culturales al mismo tiempo, rechazando la separación entre dichas actividades. Ha participado a la creación de Cobas Scuola (Cobas Escuela) en 1987 y es, todavía hoy, portavoz de Cobas escuela y de la Confederación Cobas que comprende no solo Cobas Escuela sino también Cobas sanidad, empleo público y sector privado. También ha participado desde el principio las actividades del Fórum Social mundial y europeo contra la globalización liberal (“noglobal”), a partir de la primera edición del Foro Social Mundial de Porto Alegre en 2001 y del Foro Social Europeo celebrado en Florencia en 2002. Es también uno de los exponentes del movimiento “noglobal” italiano, movimiento que tiene su origen en Génova durante los días anti-G8 de julio de 2001. Es miembro del Consejo Internacional del Foro Social Mundial.